# Harald Feichter
Harald Feichter (* 16. März 1981) ist ein ehemaliger österreichischer Fußballspieler.

## Karriere
Feichter begann seine Karriere bei der WSG Brückl. Zur Saison 1996/97 wechselte er in das BNZ des SK Austria Klagenfurt, der sich 1999 in FC Kärnten umbenannte. Bei den Kärntnern spielte er später auch für die Amateure. Im April 2000 spielte er im ÖFB-Cup gegen den BSV Bad Bleiberg erstmals für die Profis. Im selben Monat debütierte er schließlich auch in der zweiten Liga, als er am 27. Spieltag der Saison 1999/2000 gegen den DSV Leoben in der 59. Minute für Roland Kollmann eingewechselt wurde. Bis Saisonende kam er zu drei Zweitligaeinsätzen. In der Saison 2000/01 spielte er fünfmal in der zweithöchsten Spielklasse und erzielte dabei ein Tor, mit dem FCK stieg er zu Saisonende in die Bundesliga auf. Nach dem Aufstieg spielte er allerdings nur noch für die Amateure.
Zur Saison 2002/03 wechselte Feichter zum Zweitligisten BSV Bad Bleiberg. Für Bad Bleiberg kam er zu 26 Zweitligaeinsätzen, in denen er zwei Tore machte. Zur Saison 2003/04 wurde der BSV Bad Bleiberg zum BSV Juniors Villach und Feichter schloss sich dem neuen Verein an. Für die Juniors absolvierte er 27 Spiele, nach nur einer Saison stieg der Verein zu Saisonende jedoch in die Regionalliga ab und löste sich kurz darauf auf.
Daraufhin wechselte er zur Saison 2004/05 zum Regionalligisten SVG Bleiburg. Zur Saison 2005/06 schloss er sich dem Ligakonkurrenten SV Bad Aussee an. Mit den Steirern stieg er 2007 in die zweite Liga auf. Nach 15 Zweitligaeinsätzen für Bad Aussee wechselte er im Jänner 2008 zum Regionalligisten SV Allerheiligen. In eineinhalb Jahren bei den Steirern kam er zu 42 Regionalligaeinsätzen, in denen er 19 Tore machte. Zur Saison 2009/10 kehrte er wieder in seine Kärntner Heimat zurück und wechselte innerhalb der Liga zum SC St. Stefan. Für die Wolfsberger spielte er 29 Mal in der dritthöchsten Spielklasse. Im Sommer 2010 ging Feichter zum viertklassigen SV Frohnleiten, für den er 25 Mal in der steirischen Landesliga spielte. Nach der Saison 2010/11 beendete er seine Karriere.